# Гондурасский залив
Гондура́сский зали́в (англ. Gulf of Honduras, исп. Golfo de Honduras) — крупный залив в западной части Карибского моря у берегов Центральной Америки. Омывает берега Белиза, Гватемалы и Гондураса. Северо-восточную границу залива проводят между городом Дангрига (Белиз) и городом Ла-Сейба, расстояние между которыми по прямой составляет 185 км.
Залив вдаётся в сушу на 102 км, имеет глубину 22—54 м, у входа — более 2000 м. В западной конечности залива мыс Манабике отгораживает бухту Аматике, в которую впадают реки Рио-Дульсе (сток озера Исабаль), Сарстун и другие, стекающие с гор Майя. В южной части в залив впадают крупные реки Мотагуа и Улуа. Всего к бассейну залива относятся 12 рек с общим стоком 1232 м³/с. Увеличение объёма седиментов, выносимых реками в Гондурасский залив, представляет опасность для его экосистем.
Среднегодовая температура воды залива составляет 27 °C, солёность — около 36 ‰. Приливы имеют смешанный характер, их величина не превышает 0,7 м. Залив имеет сложную динамику прибрежных и открытых вод, которая способствует созданию очень разнообразной экосистемы, которая включает эстуарии, косы, лагуны, солёные марши, мангры и поля морских трав. В северо-западной части залива начинается Белизский Барьерный риф, являющийся частью Месоамериканского Барьерного рифа, второй по величине системы коралловых рифов в мире (после Большого Барьерного рифа). В барьерном рифе имеется несколько маленьких островков, называемых Пеликановы банки.
Основные порты: Пуэрто-Кортес (Гондурас), а также Пуэрто-Барриос, Санто-Томас-де-Кастилья и Ливингстон в бухте Аматике (Гватемала).